# Mississippialligator
De mississippialligator of Amerikaanse alligator (Alligator mississippiensis) is een krokodilachtige uit de familie alligators en kaaimannen (Alligatoridae) en de onderfamilie alligators (Alligatorinae).
De mississippialligator komt voor in een brede strook langs de kust van uiterst zuidoostelijk Amerika. In het uiterst noordoostelijke deel van Mexico komen uitgezette exemplaren voor. De alligator leeft langs de oevers van meren en rivieren en heeft een voorkeur voor moerasachtige gebieden. De alligator leeft van vissen, zoogdieren en andere reptielen. De vrouwtjes maken een nestheuvel en bewaken de jongen als ze het nest hebben verlaten.
De mississippialligator wordt ongeveer drie tot vier meter lang, uitschieters daargelaten. De kop is minder spits in vergelijking met de echte krokodillen. De mississippialligator is een van de meest bestudeerde krokodilachtigen en er is veel bekend over de biologie en levenswijze.

## Naam en indeling
De wetenschappelijke naam van de soort werd voor het eerst voorgesteld door François Marie Daudin in 1802. Oorspronkelijk werd de wetenschappelijke naam Crocodilus mississipiensis gebruikt. De soortnaam werd later door het ICZN aangepast tot mississippiensis, met een dubbele 'p'. De soortaanduiding mississippiensis betekent vrij vertaald 'in de Mississippi wonend'. De alligator is in het verleden onder verschillende namen beschreven, deze namen worden synoniemen genoemd. Onderstaand een lijst van bekende synoniemen.
- Crocodilus mississipiensis (Daudin 1802)
- Crocodilus lucius (Cuvier 1807)
- Crocodilus cuvieri (Leach 1815)
- Crocodilus lucius (Cuvier 1831)
- Alligator lucius (Duméril & Bibron 1836)
- Alligator mississippiensis (Holbrook 1842)
- Alligator lucius (Clarke 1888)
- Alligator lucius (Mitchell 1895)
- Alligator mississippiensis (Conant & Collins 1991)

## Uiterlijke kenmerken

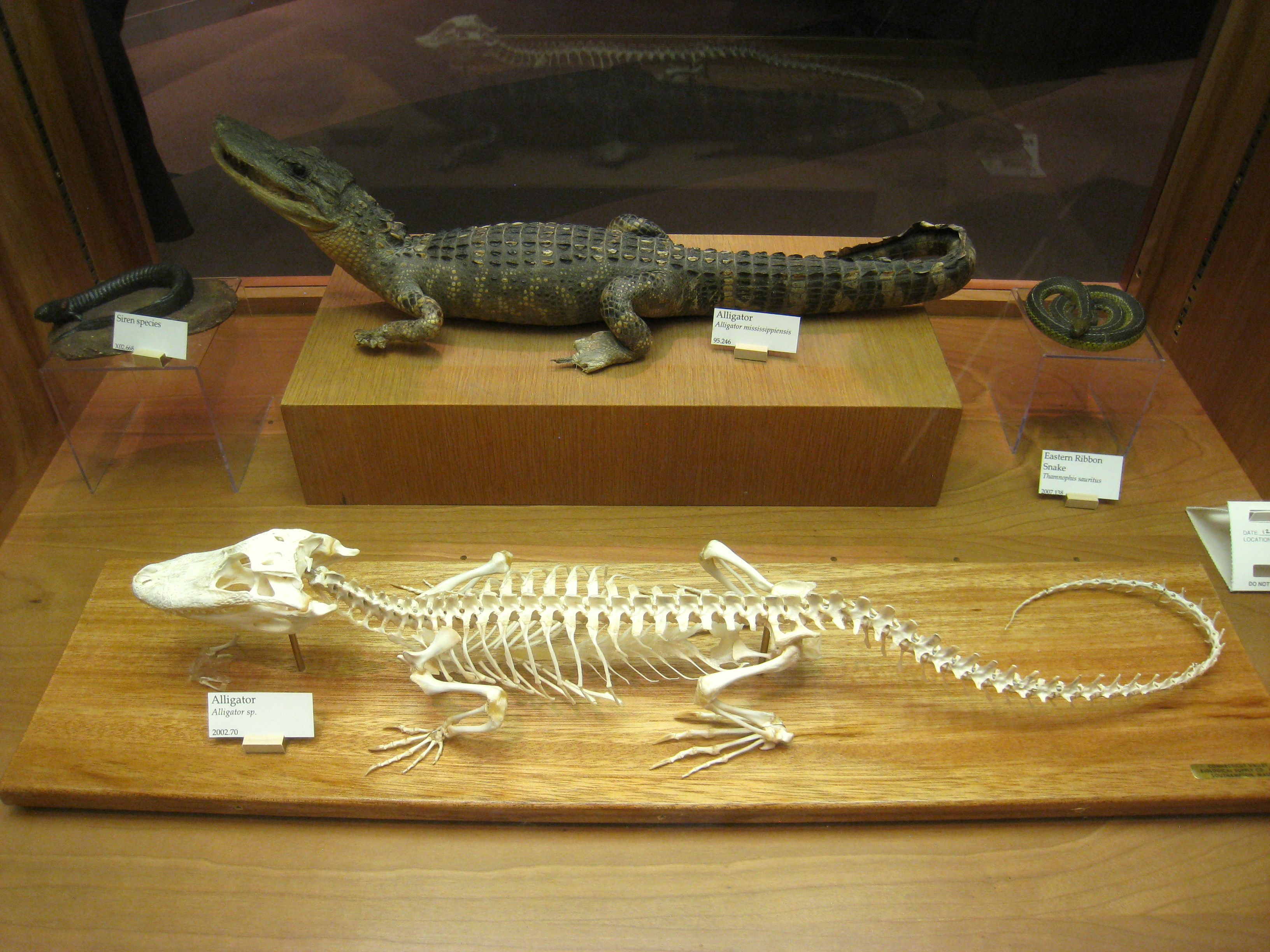
Het skelet (voorgrond) en een geprepareerde mississippialligator

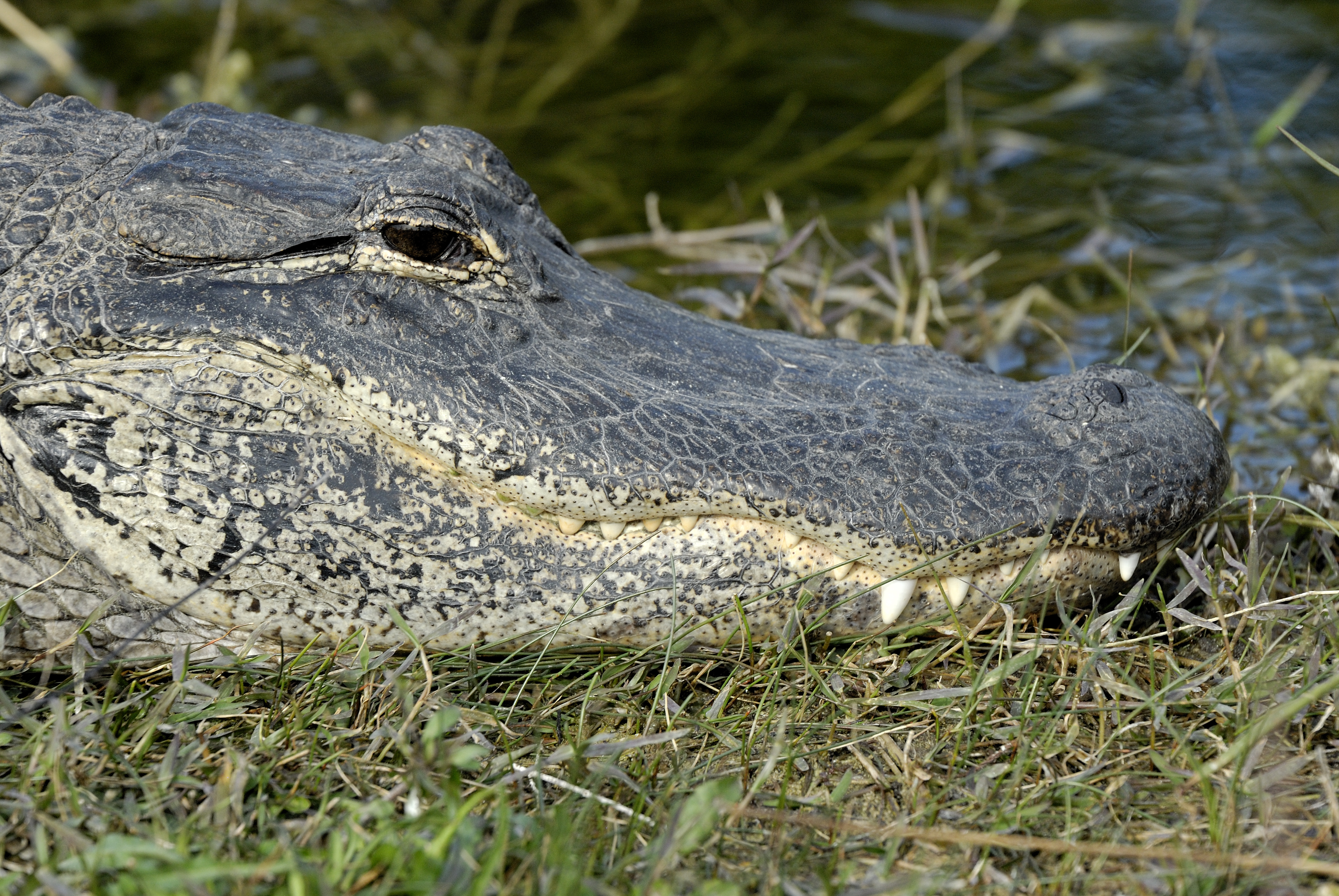
Bij een gesloten bek zijn geen tanden uit de onderkaak zichtbaar.

De mississippialligator wordt ongeveer 4 tot 4,5 meter lang, vrouwtjes blijven kleiner tot 3 meter. Exemplaren van meer dan 5 meter zijn bekend en het allerlangste exemplaar mat 5,84 meter. In de 19e en 20e eeuw zouden meer dan 6 meter lange dieren zijn aangetroffen maar harde bewijzen hiervoor ontbreken echter en een dergelijke lengte wordt als onwaarschijnlijk beschouwd. Wel is het zo dat door de jacht op de dieren voor het leer, voornamelijk grotere exemplaren werden afgeschoten. In de jaren 70 toen de jacht nog legaal was werden zelden dieren langer dan drie meter aangetroffen.
Net als bij andere alligators is de snuit opvallend breed, dit varieert echter tussen de verschillende populaties. Dieren in gevangenschap ontwikkelen een iets bredere snuit wat samenhangt met het voedselaanbod. Bij een gesloten bek overlapt de zijkant van de bovenkaak alle tanden van de onderkaak, de tanden worden opgeborgen in holtes in de bovenkaak. Bij Crocodylus- en Gavialis- soorten zijn bij een gesloten bek de tanden wel te zien: ze passen in uitsparingen aan de buitenzijde van de bovenkaak. De mississippialligator heeft 5 rijen voortanden en 13 tot 15 rijen tanden in de bovenkaak en 19 of 20 rijen kiezen in de onderkaak, het totale aantal tanden varieert van 74 tot 80.
De poten zijn kort en stomp maar wel in staat om het lichaamsgewicht te dragen als de alligator over het land loopt. Zowel de voor- als achterpoten zijn voorzien van zwemvliezen. De voorpoten hebben steeds vijf vingers, de achterpoten dragen vier tenen.
Van alle thans levende dieren heeft de mississippialligator op twee na de grootste bijtkracht. Deze wordt gesteld op bijna 150 kilogram per vierkante centimeter. Alleen de nijlkrokodil (350) en de zeekrokodil (260) gaan de mississippialligator voor.
De juvenielen lijken al direct op de ouders, maar hebben een lichtgele bandering op een zwarte achtergrond. Op de staart zijn tien tot elf banden aanwezig, op de romp vier tot vijf. Oudere exemplaren verliezen deze gele kleuren en kleuren bruin met zwart, delen van de kaak, de nek en de buik worden grijswit van kleur. Over het algemeen zijn er twee lichaamsvormen; lange en dunne alligators en dikke en meer gedrongen exemplaren. Deze variatie wordt veroorzaakt door factoren als onder andere voedselaanbod, groeisnelheid en klimaatinvloeden
Bij exemplaren uit meer westelijke populaties zijn vaak kleine witte spikkeltjes rond de kaken aanwezig, ook is de kleur van het lichaam en staart lichter. Vermoed wordt dat deze verschillen veroorzaakt worden door langdurige isolatie van deze populaties.

## Levenswijze
De mississippialligator houdt van hogere temperaturen, bij een lagere omgevingstemperatuur is het reptiel niet actief en eet minder. Zowel droge als koude perioden worden doorstaan in een zelfgegraven hol, dat gegraven wordt met de snuit en de poten. In koelere perioden worden deze tunnelachtige graafsels bewoond door andere dieren. Doordat de tunnels ook in drogere perioden nog water bevatten, zijn ze een belangrijke waterbron voor vele waterminnende dieren.
Zowel de jonge dieren als de volwassen exemplaren houden zich een groot deel van de dag bezig met zonnen. Ze doen dit op de oever of op boven het water uitstekende takken. Bij aanhoudende droogte gaat de mississippialligator actief op zoek naar een waterbron, wat er in door mensen bewoonde gebieden toe kan leiden dat het reptiel wordt aangetroffen in zwembaden en vijvers. De alligator houdt een korte winterslaap rond december maar komt er soms tussentijds uit als de temperaturen hoger worden.

### Voortplanting en ontwikkeling

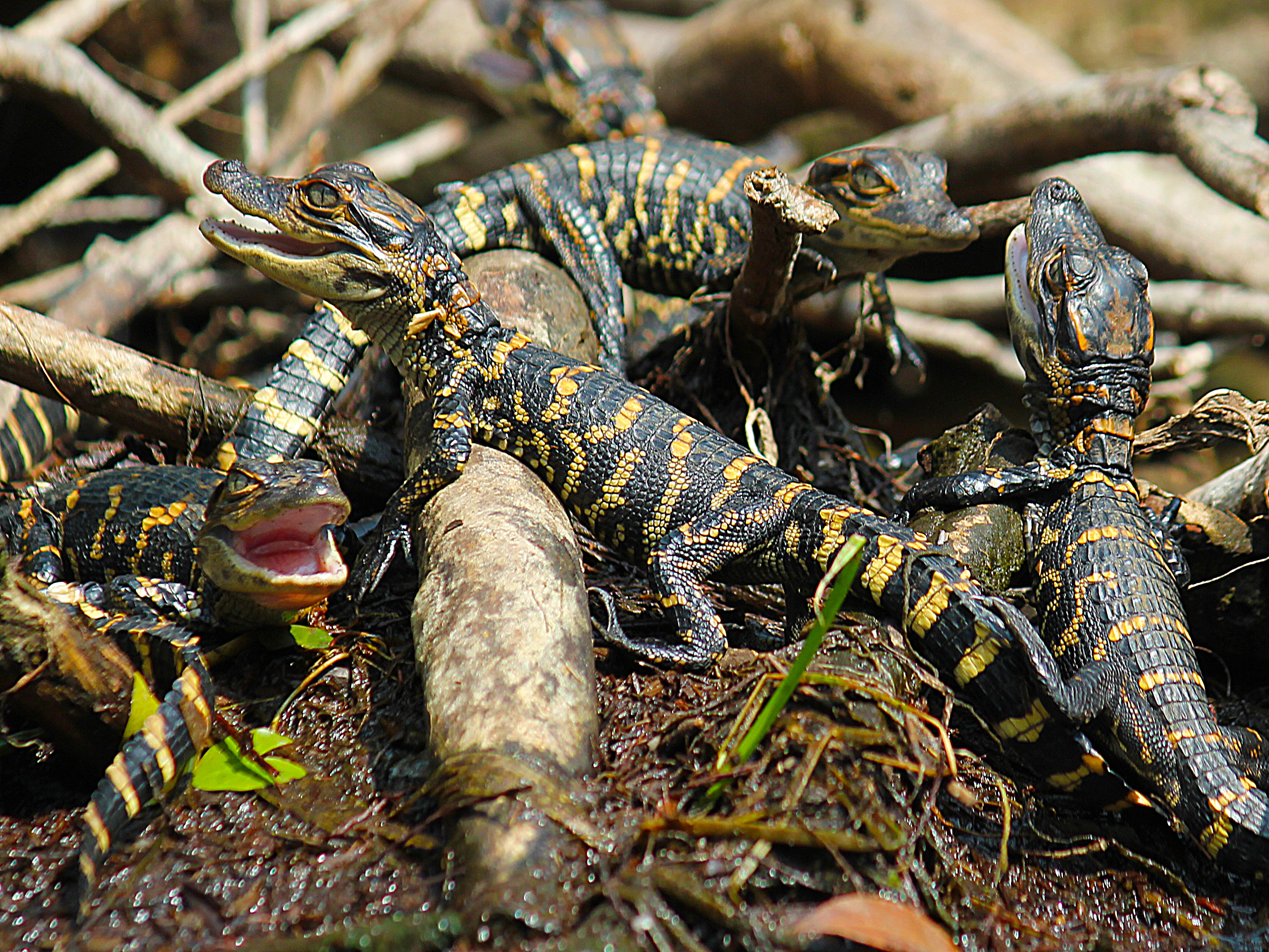
Juvenielen in het Okefenokeemoeras

De mississippialligator plant zich voort in de lente. De mannetjes sporen de vrouwtjes niet alleen op door visuele waarneming maar tevens worden geurstoffen afgescheiden en trillingen in het water gemaakt om het andere geslacht te lokken. Zowel het mannetje als het vrouwtje maken lokgeluiden door trillingen in het water te produceren, maar mannetjes doen dit veel luider. Indien een koppeltje elkaar gevonden heeft wordt met de kop langs de rug gewreven, dit uren durende ritueel dient waarschijnlijk om de sperma- en eicellen gesynchroniseerd te laten vrijkomen. De paring vindt plaats in ondiepe wateren en gebeurt meestal 's nachts.
Mannetjes bewaken een territorium dat zij zeer fel verdedigen tegen andere mannetjes. Alleen vrouwtjes worden getolereerd. Het nest wordt aan het begin van de zomer gemaakt van modder en plantendelen Het nest is ongeveer een tot twee meter breed en 45 tot 90 centimeter hoog. Deze hoogte dient om de eieren voor een fatale overstroming te behoeden wat de eieren niet zullen overleven. Soms wordt een eenmaal gegraven nest plotseling verlaten, soms wordt het door een ander vrouwtje wel geschikt bevonden en alsnog gebruikt. Na het afzetten van de eitjes blijft het vrouwtje bij het nest om het te bewaken. Bij verstoring wordt een sissend geluid gemaakt.
Het aantal eitjes varieert van 20 tot 50 (meestal 40 tot 45). Ze hebben een witte kleur en een harde schaal, de eieren zijn langwerpig van vorm. Na een incubatietijd van ongeveer 65 dagen, afhankelijk van de temperatuur, komen de jonge alligators uit het ei. Ze maken piepende geluidjes om de moeder te lokken, zij reageert met een knorrend geluid dat op dat van een varken lijkt. De moeder graaft de juvenielen uit en draagt ze in haar bek naar het water. Door haar kop langzaam heen en weer te bewegen worden de jonge alligators aangemoedigd het water in te gaan. De moeder verdedigt haar jongen fel bij gevaar maar desondanks sterven vele juvenielen door aanvallen van andere dieren, vooral grotere mannetjes. De jongen verzamelen zich in kleine groepjes (crèches) samen met jongen van andere nesten. Ze kunnen tot een jaar bij een vrouwtje blijven.
De jongen hebben een totale lichaamslengte van ongeveer 20 centimeter als ze uit het ei kruipen en groeien ongeveer 30 cm per jaar. Na ongeveer tien jaar is de alligator volwassen. In het wild kan de mississippialligator ongeveer 35 tot 50 jaar oud worden. In gevangenschap kan een leeftijd van 65 tot 80 jaar worden bereikt.

### Voedsel en vijanden

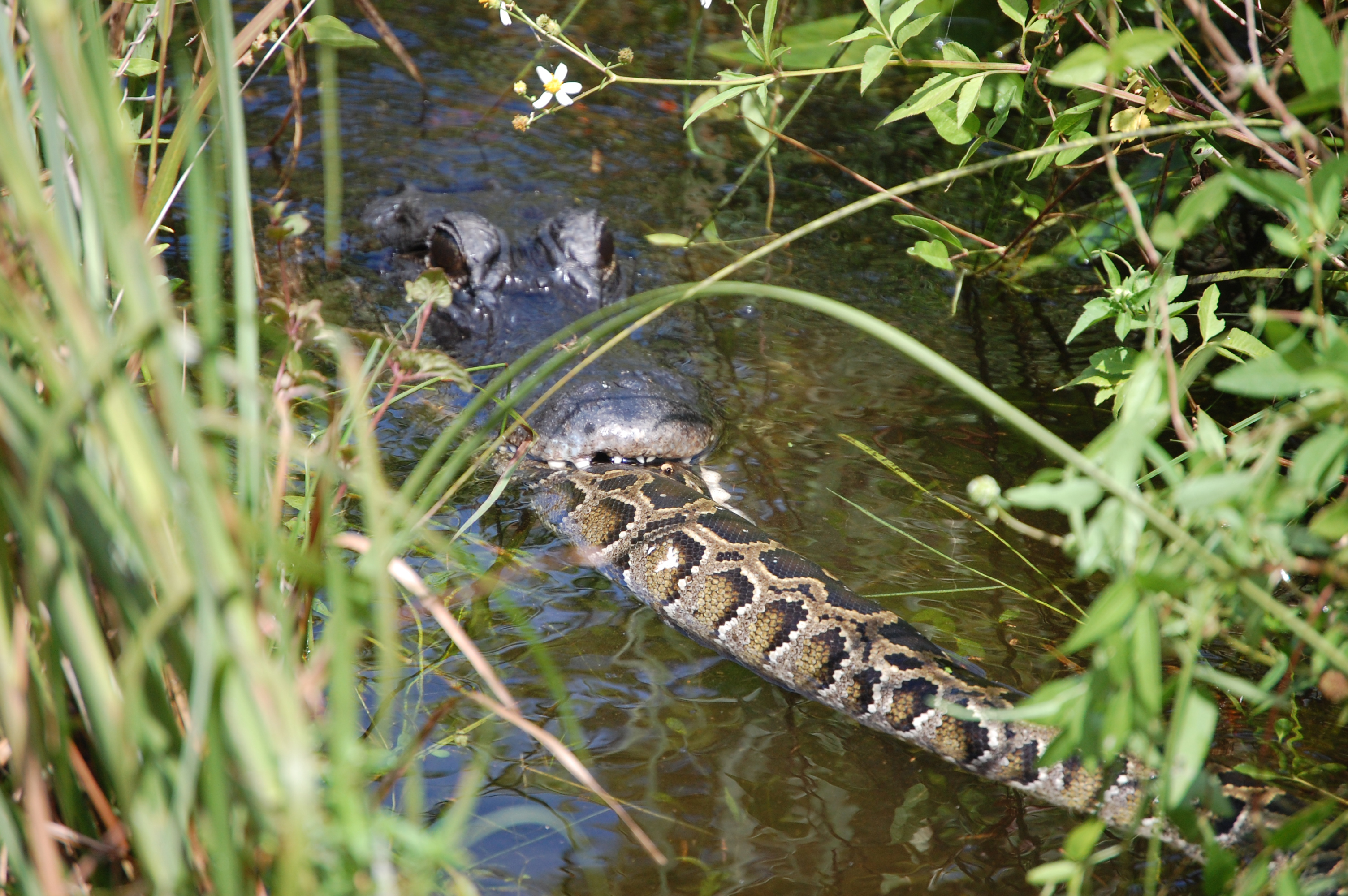
Een mississippialligator slikt een tijgerpython door.

De heel jonge dieren die pas uit het ei zijn gekropen leven van insecten en garnalen. Oudere juvenielen eten met name kleine ongewervelden zoals insecten, en kleine gewervelde dieren zoals kikkers en kleine visjes. Naarmate ze groter en sterker worden schakelt de alligator over op grotere prooidieren. Volwassen exemplaren grijpen alles wat ze fysiek aankunnen, zoals grotere vissen, schildpadden, zoogdieren, vogels en ook kleinere soortgenoten, zoals alle alligators is de mississippialligator kannibalistisch. Daarnaast worden gedomesticeerde dieren als honden en katten gegeten als de kans zich voordoet. Heel grote exemplaren kunnen volwassen herten of koeien doden en opeten. Ook aas wordt wel gegeten. Opmerkelijk is dat bij lagere temperaturen er minder voedsel wordt opgenomen en bij een temperatuur beneden 20 °C wordt helemaal niet meer gegeten.
Vijanden van de eieren zijn onder andere hagedissen en geleedpotigen, die de eieren opgraven en buitmaken. Een voorbeeld van een hagedis is de teju Salvator merianae, die het nest niet in één keer leeg eet maar verschillende malen terugkeert.
Geleedpotigen die de eieren aantasten zijn onder andere mieren. Met name de geïmporteerde invasieve rode vuurmier (Solenopsis invicta) vormt mogelijk een potentieel groot probleem. Van deze mier is bekend dat het de nesten van andere dieren aantast en vernietigt, zowel van reptielen als van vogels.
Vijanden van de jonge krokodillen zijn onder andere wasberen, vogels, grote baarsachtige vissen, otters, slangen, en katachtigen zoals lynxen. De voornaamste vijand zijn echter grotere soortgenoten. Ongeveer tachtig procent van de jongen wordt opgegeten.
Volwassen exemplaren hebben geen natuurlijke vijanden meer. Wel is bekend dat grotere alligators worden aangevallen en gedood door de tot zeven meter lange tijgerpython. Deze wurgslang komt oorspronkelijk uit Azië maar is onder andere in Florida geïntroduceerd.

## Verspreiding en habitat

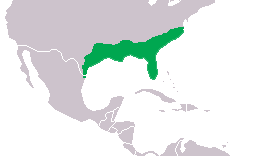
Verspreidingsgebied in het groen

De mississippialligator is endemisch in de Verenigde Staten en komt voor in het zuidoosten van het land in de staten Alabama, Arkansas, North en South Carolina, Florida, Georgia, Louisiana, Mississippi, Oklahoma en Texas. In zuidelijk Texas zijn ook exemplaren uitgezet in de vallei rond de Rio Grande, tegen de grens met Mexico. Exemplaren uit deze populaties kunnen ook in uiterst noordoostelijk Mexico worden aangetroffen.
De populatiegroottes verschillen sterk per staat en soms duikt een exemplaar op in een staat die buiten het verspreidingsgebied ligt. In de staat New Jersey dook eens een mississippialligator op tijdens een krokodillenjacht. In 2004 werd een exemplaar gevonden in de rivier de Allegheny in Pennsylvania.
De habitat bestaat uit zoetwatermoerassen, rivieren, meren en kleinere wateren, enigszins brak water wordt getolereerd. In mangrovemoerassen of getijdengebieden wordt de alligator soms in wateren met een hoger zoutgehalte aangetroffen. Ook in de zee zijn exemplaren waargenomen. De mississippialligator bezit geen klieren om zout af te scheiden – in tegenstelling tot de krokodillen – waardoor de alligator maar korte tijd kan overleven in de zee.

## Bedreiging en bescherming

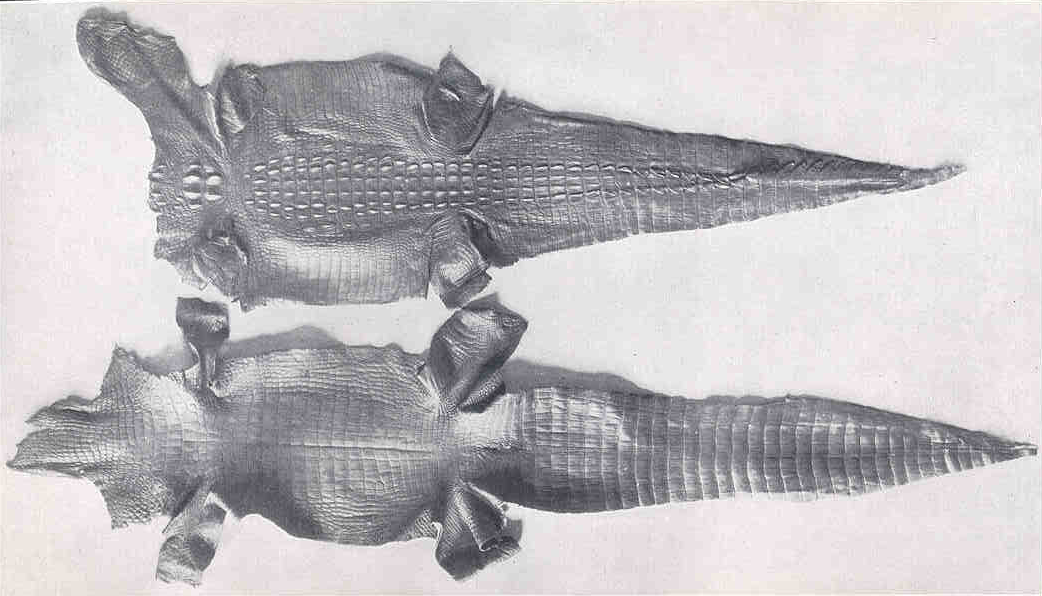
Huiden van de alligator (1901 of 1902), onderzijde onder

De mississippialligator werd in de jaren 60 beschermd en heeft zich goed hersteld van de massale jacht op de huid en het vlees die de populaties ernstige schade toe brachten. Ondanks een jachtverbod werd het reptiel lange tijd illegaal gevangen, pas nadat strenge wetgeving en controle op de herkomst van de huiden waren ingevoerd, herstelden de populaties zich voorspoedig. Tegenwoordig wordt de alligator als algemeen voorkomend beschouwd en verschuift de aandacht naar andere, sterk bedreigde soorten krokodilachtigen die eveneens gevangen worden om hun huid.
Het huidige aantal exemplaren in het wild wordt geschat op meer dan 1 miljoen. De alligator is in het gehele verspreidingsgebied vrij algemeen tot zeer algemeen. Door de internationale natuurbeschermingsorganisatie IUCN wordt de alligator gezien als veilig (Least Concern of LC).
In sommige streken is sprake van overlast doordat de veel voorkomende dieren opduiken in kanalen en andere wateren dicht bij de bewoonde wereld waar ze een gevaar vormen voor huisdieren. Deze exemplaren worden gevangen en elders uitgezet waar ze geen overlast veroorzaken. Aanvallen op mensen zijn zeldzaam en berusten vaak op een vergissing van de alligator of een provocatie van het slachtoffer, zoals het voeren van de dieren in het wild. Naar aanleiding van een verhoogd aantal aanvallen op mensen is het in steeds meer gebieden verboden om de alligators te voeren, zodat ze schuw blijven en wegvluchten in plaats van menselijke bewoning op te zoeken om gevoerd te worden. Van 1948 tot begin 2006 zijn er in de Amerikaanse staat Florida 19 gedocumenteerde gevallen bekend waarin een mississippialligator een mens doodde.